# Lliura valenciana
La lliura valenciana era una unitat monetària referencial pertanyent a un sistema monetari valencià basat en monedes efectives encunyades des del segle xiii al xviii al País Valencià. La lliura valenciana s'encunyava a la ciutat de València i equivalia a 240 diners (diners valencians), és a dir, a vint sous (sous valencians).
El sistema monetari valencià, igual que el mallorquí, derivava del sistema barceloní, que a la vegada tenia el seu origen en el carolingi i es fonamentava en el pes de l'argent, de manera que una lliura corresponia a 327 grams de plata.
En l'actualitat, la lliura valenciana només coneix un ús testimonial com a moneda del Tribunal de les Aigües de València. Segons recull la Gran Enciclopèdia Catalana «l'import de les multes imposades, les quals han d'ésser satisfetes immediatament, són regulades encara amb l'antiga moneda valenciana, avui absolutament inusitada fora d'aquest cas: la lliura, equivalent a 3,75 pessetes (€0,02), que consta de vint sous i cada sou de dotze diners.»